# Bitka kod Lepanta
Bitka kod Lepanta dogodila se 7. listopada 1571., u sklopu Ciparskog rata (1570. – 1573.), kad su se pomorske snage Osmanskoga Carstva sukobile s flotom tzv. Svete lige.

## Pripreme za bitku
Snage Svete lige isplovile su iz luke u Messini sa snagom od 206 galija i 6 velikih galijaca (galeazza). Mletačka Republika sudjelovala je sa 109 galija i šest galijaca (uključujući 28 galija s Kandije, 8 iz Dalmacije i jednu galiju iz Istre), 49 galija došlo je iz Španjolskog Carstva (uključujući 26 iz Napuljskog Kraljevstva, Kraljevstva Sicilije i drugih talijanskih teritorija), 27 galija iz genoveške flote, sedam galija iz Papinske države, pet galija iz Reda Svetog Stjepana i Velikog Vojvodstva Toskane, po tri galije iz Vojvodstva Savoje i Malteških vitezova te neke galije u privatnom vlasništvu u španjolskoj službi. 
Kršćanska je flota stavljena pod zapovjedništvo Don Juana Austrijskoga, mladog brata španjolskoga kralja Filipa II., a uz njega je bio Marcantonio Colonna kao general papinske flote, dok je zapovjednik mletačke flote bio Sebastiano Venier. S turske strane flotom je zapovijedao admiral Mehmet Ali.
Kršćansku koaliciju potakao je papa Pio V. kako bi pomogao gradu Famagosti na Cipru, što su ga opsjedali Turci. Konačan cilj bilo je slabljenje turske moći na istočnom Sredozemlju

## Tijek bitke
U kršćanskoj su floti na lijevom krilu bili mletačke galije pod zapovjedništvom Agostina Barbariga. U središtu su bili španjolski brodovi Don Juana Austrijskoga, preostale mletačke galije pod vodstvom Sebastiana Veniera, te papinski brodovi pod zapovjedništvom Marcantonija Colonne. Zdesna su flotu završavali đenovski brodovi s admiralom Gianandreom Doriom.
Nasuprot njima, Turke je na desnom krilu predvodio admiral Mehmet Sorak, u sredini Mehmet Ali, a slijeva Uluč Ali.
Završna bitka (treća po redu i najteža) zaključena je premoćnom pobjedom Svete lige, zahvaljujući spretnom manevru za koji povjesničari još ne znaju je li bila riječ o smišljenom potezu ili pukom slučaju. Naime, đenovski su brodovi u jednom trenutku napustili bojište i zaplovili prema otvorenom moru. Nije jasno je li to bilo iz straha ili kao plod genijalne zamisli. Na povratku, udarili su turske snage s boka. Turci su uspjeli spasiti manje od polovice svoje flote, a njihov je poraz označio kraj turske premoći na istočnom Sredozemlju. Usto, bila je to i posljednja bitka vođena galijama, to jest brodovima na vesla.
Za vrijeme bitke kršćanske su snage osvojile turski zapovjedni brod, a - suprotno volji Don Juana - turskom je admiralu odsječena glava i izložena na jarbolu španjolskog zapovjednog broda. Time je znatno smanjen moral turskih snaga, što je ubrzalo okončanje bitke. U četiri poslijepodne tursko je brodovlje napustilo bojište. U ovoj najvećoj pomorskoj bitci nakon bitke kod Akcija 31. pr. Kr. poginulo je oko 25000 turskih vojnika, a potopljeno 80 turskih brodova.
Kršćanskoj su pobjedi zasigurno pridonijele i teško osvojive i snažno naoružane mletačke galije, ali i nadmoćno osobno naoružanje. Kršćanski su vojnici već koristili arkebuze, prvo vatreno oružje, dok su Turci još bili naoružani običnim lukom i strijelom.

## Posljedice bitke
Ova je bitka bila prva velika pobjeda kršćanske vojske protiv Osmanskog Carstva, te je imala i osobitu psihološku važnost. Ipak, pobjednici nisu uspjeli u potpunosti iskoristiti svoju premoć zbog nedovoljnog jedinstva svojih snaga.
Osmansko Carstvo počelo je odmah s obnovom svoje flote i završilo je u šest mjeseci, no ipak je izgubilo kontrolu nad morima, a osobito nad zapadnim Sredozemljem. Na istoku su Turci ipak osvojili Cipar.
To je bila zadnja bitka u kojoj su se koristili brodovi bez jedara.
Papa Pio V. pozvao je sve vjernike moliti Gospinu krunicu za pobjedu kršćana protiv osmanlijske vojske. Uspjeh je pripisan molitvi krunice Gospi te je u znak zahvalnosti Majci Božjoj koja je pomogla kršćanskoj mornarici nastala marijanska listopadska pobožnost.
Papa Pio V. dodijelio je blagdan nadnevku 7. listopada Našoj Gospi od Pobjede, dodavši joj naslov Pomoćnice kršćana (Auxilium Christianorum) u Lauretanske litanije. Papa Grgur XIII. preimenovao ju je u Gospu od Krunice, slaveći povijesnu pobjedu.

## Zanimljivosti uz bitku
- Kršćani su svoju pobjedu pripisali zagovoru Blažene Djevice Marije, a papa Pio V. odredio je da se u spomen na tu bitku svake godine 7. listopada slavi spomen Blažene Djevice Marije od Krunice.
- Jedan od najpoznatijih sudionika ove bitke bio je i španjolski pisac Miguel de Cervantes, koji je u njoj i ranjen, a lijeva mu je ruka ostala uzeta. Bio je smješten u bolnici u Messini.
- U bitci je sudjelovalo sedam dalmatinskih komunalinh galija (Cres, Krk, Rab, Šibenik, Trogir, Hvar, Kotor). Zadarska komunalna galija nije sudjelovala u bitci jer je potopljena u borbama s alžirskim gusarima kod Krfa pred samu bitku, Zadrani ipak sudjeluju u bitci kao posada zapovjedne meltačke galije Capitane (Capitana) admirala Sebastiana Veniera zajedno s 12 gonfalonjera (gonfaloniere) iz Perasta, zaduženih za čuvanje mletačke ratne zastave, uz ove galije, Dalmatinci su popunjavali još deset mletačkih galija. Istriani su popunjavali posade svih papinskih galija uz komounalnu galiju iz Kopra.[10]

## Vanjske poveznice
- Vjesnik[neaktivna poveznica] Još jedan oltar Gospi od Ružarija, 17. i 18. rujna 2005.
- Farosweb  Arhivirana inačica izvorne stranice od 23. travnja 2008. (Wayback Machine) Kotoranin Jerolim okrenuo Levant, 12. veljače 2007.
- Znanstveni rad: Ivan iz Vrane – mletački admiral u Lepantskom boju (1571.), Lovorka Čoralić
- Hrvatska udruga Benedikt  Arhivirana inačica izvorne stranice od 21. prosinca 2021. (Wayback Machine) Bitka kod Lepanta 7. listopada 1571. godine

Ostali projekti
|  | Zajednički poslužitelj ima još gradiva o temi Bitka kod Lepanta |